# Azalai

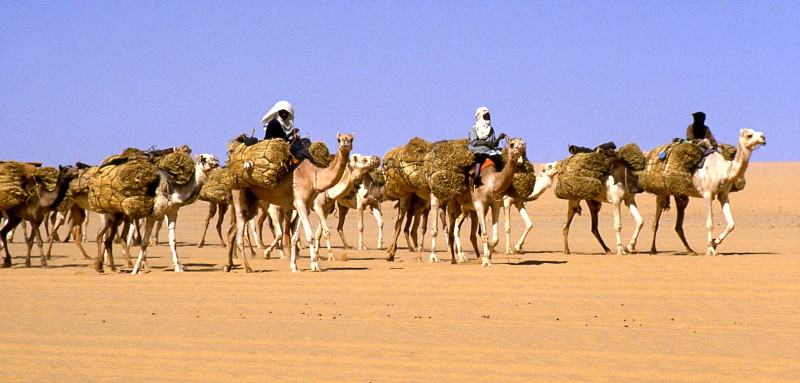
Camells viatjant d'Agadez a Bilma (Níger), 1985

L'Azalai o Azalay és una ruta feta pels comerciants tuaregs al desert del Sàhara dos cops a l'any. Es transporta sal gemma extreta de les mines de Taoudeni del nord de Mali i es recorren uns 1.000 km.

## Història
A principis del segle xx dues rutes de l'Àfrica occidental eren anomenades Azalai: una de Timbuktu i les mines de sal de Taoudenni a Mali i una altra d'Agadez (Níger) a l'oasi de Kaouar de Bilma, amb les seves fosses de condensació de sal. Són unes de les poques rutes de camells del Sàhara que encara funcionen. Ambdues han estat parcialment reemplaçades, però per rutes de camions pavimentades.

## Agadez-Bilma
La ruta Agadez-Bilma passa pel desert Ténéré i la ciutat oasi de Fachi i es travessa en unes tres setmanes (en ambdós sentits). És una caravana que es duu a terme tradicionalment dos cops a l'any i que va des de la capital de la regió d'Aïr fins a les salines de natró a través d'una successió d'oasis formats pels precipicis de Kaouar. Es portaven des d'Agadez cada mes de novembre i març menjar i provisions i s'intercanviaven per blocs de sal, condensats en fosses de natró de les ciutats oasi, i menys comunament, per dàtils i hortalisses. Llavors, generalment es comerciava amb sal per a ús animal en les regions de l'Hausaland al sud.
L'Azalai Agadez-Bilma ha sigut històricament un monopoli dels tuaregs, i consecutivament de les confederacions Kel Gress, Kel Owey i Kel Ayr, concretament. Molts comerciants tuaregs eren propietaris de les fosses de sal i de les plantacions de dàtils de Kaouar; mantenien estretes relacions amb els treballadors i viatjaven per l'Azalai per tal d'administrar les seves propietats. L'Azalai tuareg, amb 10.000 camells i una extensió de 25 km al principi del període colonial, està liderat pel representant dels Amenokal (líder de la confederació), seguit per cada subgrup.

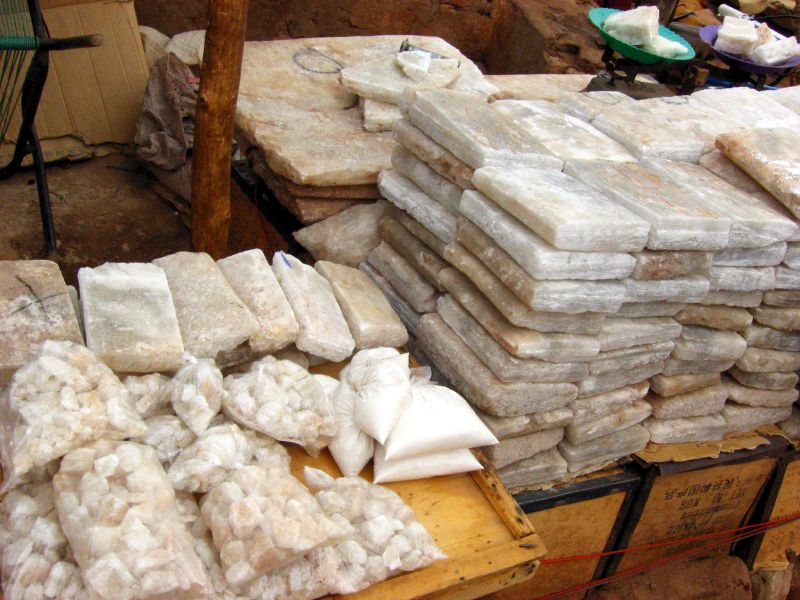
Sal al mercat de Mopti. Després d'arribar a Timbuctu, es porta en vaixell fins a Mopti, i d'allà a Bamako i la resta de Mali

### Història precolonial
El camell es va introduir al Sàhara a finals del primer mil·lenni, i les tribus tuaregs es van traslladar cap al sud de la regió al segle xiii. Al segle xviii, les confederacions tuaregs van prendre els oasis de Kaouar a l'Imperi Kanem-Bornu i van començar a transportar béns d'Agadez.

### Història colonial i postcolonial
La desaparició dels imperis colonials francesos durant els primers anys del segle xx va portar a rivalitats internes entre clans i, més tard, a l'increment del trànsit mecanitzat. El 1904, els invasors d'Ouled Sliman de l'actual Txad van destruir l'Azalai a Bilma, i una altra vegada l'any 1906 a Fachi. Els informes francesos diuen que en la caravana del 1906 hi havia 20.000 camells. Després de la revolta Kaocen, cap Azalai va travessar la ruta fins al 1925, i llavors ho van fer acompanyats per les forces colonials franceses. El 1948, les caravanes s'havien reduït a 800 camells, i van continuar reduint-se des de llavors. La carretera del nord, marcada per l'arbre de Ténéré, va substituir la majoria dels camells, però alguns Azalai encara els utilitzen cada novembre. A l'era postcolonial, alguns comerciants Hausa travessaven l'Azalai, anomenant-la, en la seva llengua, Taglem o Tagalem.

## Timbuktu-Taoudenni
La ruta de caravanes des de Timbuktu es va estendre a través de Taoudenni fins a Taghaza, una altra mina de sal, i fins a les terres del nord del Sàhara al mar Mediterrani. Caravanes amb fins a 10.000 camells portaven or i esclaus cap al nord, tornant amb béns manufacturats i sal de Taghaza i Taoudenni. Fins als anys 40, les caravanes Taoudenni es feien amb milers de camells, sortint de Timbuktu a l'inici de l'època freda de novembre, i en menor nombre, sortint de Timbuktu al març.